# Gus Mears
Henry Augustus "Gus" Mears (ur. w 1873, zm. w 1912) – angielski przedsiębiorca, najbardziej zasłynął z założenia klubu piłkarskiego Chelsea F.C.
Urodził się jako syn Josepha i Charlotte Mears.
W 1895 roku Mears i jego brat Joseph kupili ówczesny stadion lekkoatletyczny Stamford Bridge i później pobliski ogród warzywny z zamiarem przeobrażenia ich w najlepszą w kraju piłkarską murawę i organizacji w tym miejscu meczów na najwyższym poziomie. Nie udało mu się przekonać prezesa Fulham F.C., Henry'ego Norrisa, by przeniósł klub do nowej siedziby i rozważał sprzedaż terenu firmie Great Western Railway Company, która chciała wykorzystać go na składowanie węgla.
Mears wciąż był nieprzekonany do decyzji o sprzedaży i zamiast tego w marcu 1905 roku zdecydował się założyć własny klub, Chelsea. Pewna historia głosi, że gdy Mears był bliski porzucenia piłkarskich planów, należący do niego terier szkocki ugryzł jego przyjaciela, Fredericka Parkera, który mimo to wciąż popierał te plany. Mears był pod wrażeniem postawy przyjaciela i zdecydował się posłuchać jego rady.
Mears zasiadał w pierwszym zarządzie klubu, lecz nie dożył żadnego sukcesu swojego klubu. Jednak jego sen o uczynieniu Stamford Bridge jednym z najlepszych stadionów Anglii ziścił się, gdyż w latach 1920–1922 stadion gościł finały FA Cup. Jego potomkowie byli właścicielami klubu do 1982 roku, gdy jego stryjeczny wnuk, Brian, sprzedał go Kenowi Batesowi.
Mears zmarł w 1912. Został pochowany na Cmentarzu Brompton w Londynie.